# Championnat d'Europe de football espoirs 2002
Navigation
Euro espoirs 2000 Euro espoirs 2004
L'édition 2002 du championnat d'Europe des nations de football espoirs se déroule du 16 au 28 mai 2002 en Suisse. Il est remporté par l'équipe de Tchéquie.

## Phase finale
Les 8 équipes qualifiées étaient réparties dans 2 groupes de quatre, les deux premiers de chaque groupe se qualifiant pour les demi-finales.

### Groupe A
|   | Équipe     | Pts | J | G | N | P | BP | BC | Diff |
| 1 | Italie     | 5   | 3 | 1 | 2 | 0 | 3  | 2  | +1   |
| 2 | Suisse     | 4   | 3 | 1 | 1 | 1 | 3  | 2  | +1   |
| 3 | Portugal   | 4   | 3 | 1 | 1 | 1 | 4  | 4  | 0    |
| 4 | Angleterre | 3   | 3 | 1 | 0 | 2 | 4  | 6  | -2   |

1re journée
| 17 mai 2002 | Angleterre            | 2 - 1   | Suisse   | Stade du Hardturm, Zurich   |                             |
| 20h15       | Defoe 3e · Crouch 53e | (1 - 0) | 58e Frei | Arbitrage : Attila Hanacsek | Arbitrage : Attila Hanacsek |
| 20h15       | Rapport               |         |          | Arbitrage : Attila Hanacsek | Arbitrage : Attila Hanacsek |

| 17 mai 2002 | Italie        | 1 - 1   | Portugal    | Parc Saint-Jacques, Bâle     |                              |
| 20h30       | Bonazzoli 57e | (0 - 0) | 48e Postiga | Arbitrage : Bernhard Brugger | Arbitrage : Bernhard Brugger |
| 20h30       | Rapport       |         |             | Arbitrage : Bernhard Brugger | Arbitrage : Bernhard Brugger |

2e journée
| 20 mai 2002 | Portugal | 0 - 2   | Suisse                        | Stade du Hardturm, Zurich      |                                |
| 17h00       |          | (0 - 0) | 60e (pen.) Cabanas · 73e Frei | Arbitrage : Tom Henning Øvrebø | Arbitrage : Tom Henning Øvrebø |
| 17h00       | Rapport  |         |                               | Arbitrage : Tom Henning Øvrebø | Arbitrage : Tom Henning Øvrebø |

| 20 mai 2002 | Italie            | 2 - 1   | Angleterre | Parc Saint-Jacques, Bâle                    |                                             |
| 20h30       | Maccarone 58e 84e | (0 - 0) | 64e Barry  | Arbitrage : Eduardo Iturralde González (en) | Arbitrage : Eduardo Iturralde González (en) |
| 20h30       | Rapport           |         |            | Arbitrage : Eduardo Iturralde González (en) | Arbitrage : Eduardo Iturralde González (en) |

3e journée
| 22 mai 2002 | Suisse  | 0 - 0   | Italie | Parc Saint-Jacques, Bâle |                          |
| 20h30       |         | (0 - 0) |        | Arbitrage : Jacek Granat | Arbitrage : Jacek Granat |
| 20h30       | Rapport |         |        | Arbitrage : Jacek Granat | Arbitrage : Jacek Granat |

| 22 mai 2002 | Portugal                                      | 3 - 1   | Angleterre | Stade du Hardturm, Zurich |                        |
| 20h30       | Teixeira 7e · Makukula 20e (pen.) · Viana 69e | (2 - 1) | 43e Smith  | Arbitrage : Erol Ersoy    | Arbitrage : Erol Ersoy |
| 20h30       | Rapport                                       |         |            | Arbitrage : Erol Ersoy    | Arbitrage : Erol Ersoy |

### Groupe B
|   | Équipe   | Pts | J | G | N | P | BP | BC | Diff |
| 1 | France   | 9   | 3 | 3 | 0 | 0 | 7  | 1  | +6   |
| 2 | Tchéquie | 4   | 3 | 1 | 1 | 1 | 2  | 3  | -1   |
| 3 | Belgique | 3   | 3 | 1 | 0 | 2 | 2  | 4  | -2   |
| 4 | Grèce    | 1   | 3 | 0 | 1 | 2 | 3  | 6  | -3   |

1re journée
| 16 mai 2002 | France                 | 2 - 0   | Tchéquie | Stade des Charmilles, Genève |                        |
| 19h00       | Govou 41e · Sorlin 45e | (2 - 0) |          | Arbitrage : Erol Ersoy       | Arbitrage : Erol Ersoy |
| 19h00       | Rapport                |         |          | Arbitrage : Erol Ersoy       | Arbitrage : Erol Ersoy |

| 16 mai 2002 | Grèce             | 1 - 2   | Belgique                   | Stade olympique de la Pontaise, Lausanne |                          |
| 20h00       | Gittas (en) 90+2e | (0 - 1) | 33e Daerden · 83e Soetaers | Arbitrage : Jacek Granat                 | Arbitrage : Jacek Granat |
| 20h00       | Rapport           |         |                            | Arbitrage : Jacek Granat                 | Arbitrage : Jacek Granat |

2e journée
| 19 mai 2002 | Belgique | 0 - 1   | Tchéquie    | Stade des Charmilles, Genève  |                               |
| 16h00       |          | (0 - 1) | 19e Jiránek | Arbitrage : Felix Tangawarima | Arbitrage : Felix Tangawarima |
| 16h00       | Rapport  |         |             | Arbitrage : Felix Tangawarima | Arbitrage : Felix Tangawarima |

| 19 mai 2002 | Grèce            | 1 - 3   | France                    | Stade olympique de la Pontaise, Lausanne |                              |
| 16h30       | Patsatzóglou 84e | (0 - 2) | 37e Armand · 40e 61e Frau | Arbitrage : Franz-Xaver Wack             | Arbitrage : Franz-Xaver Wack |
| 16h30       | Rapport          |         |                           | Arbitrage : Franz-Xaver Wack             | Arbitrage : Franz-Xaver Wack |

3e journée
| 21 mai 2002 | Tchéquie           | 1 - 1   | Grèce             | Stade olympique de la Pontaise, Lausanne |                             |
| 20h30       | Grygera 36e (pen.) | (0 - 1) | 69e Kyriazis (en) | Arbitrage : Attila Hanacsek              | Arbitrage : Attila Hanacsek |
| 20h30       | Rapport            |         |                   | Arbitrage : Attila Hanacsek              | Arbitrage : Attila Hanacsek |

| 21 mai 2002 | Belgique | 0 - 2   | France                      | Stade des Charmilles, Genève |                              |
| 20h30       |          | (0 - 0) | 74e Bréchet · 86e Luyindula | Arbitrage : Bernhard Brugger | Arbitrage : Bernhard Brugger |
| 20h30       | Rapport  |         |                             | Arbitrage : Bernhard Brugger | Arbitrage : Bernhard Brugger |

### Dernier carré
|  | Demi-finales         | Demi-finales       |          |         | Finale             | Finale             |
|  | Demi-finales         | Demi-finales       |          |         | Finale             | Finale             |
|  |                      |                    |          |         |                    |                    |
|  | 25 mai 2002 à Bâle   | 25 mai 2002 à Bâle |          |         | 28 mai 2002 à Bâle | 28 mai 2002 à Bâle |
|  | 25 mai 2002 à Bâle   | 25 mai 2002 à Bâle |          |         | 28 mai 2002 à Bâle | 28 mai 2002 à Bâle |
|  | France               | 2                  |          |         | 28 mai 2002 à Bâle | 28 mai 2002 à Bâle |
|  | France               | 2                  |          |         | 28 mai 2002 à Bâle | 28 mai 2002 à Bâle |
|  | Suisse               | 0                  |          |         | 28 mai 2002 à Bâle | 28 mai 2002 à Bâle |
|  | Suisse               | 0                  | France   | 0ap (1) |                    |                    |
|  | 25 mai 2002 à Zurich |                    | France   | 0ap (1) |                    |                    |
|  |                      | Tchéquie           | 0 tab(3) |         |                    |                    |
|  | Tchéquie             | Tchéquie           | 0 tab(3) | 3 ap    |                    |                    |
|  | Tchéquie             |                    |          | 3 ap    |                    |                    |
|  | Italie               | 2                  |          |         |                    |                    |
|  | Italie               | 2                  |          |         |                    |                    |

#### Demi-finales
| 25 mai 2002 | France                      | 2 - 0   | Suisse | Parc Saint-Jacques, Bâle                    |                                             |
| 18h30       | Malbranque 62e · Sorlin 70e | (0 - 0) |        | Arbitrage : Eduardo Iturralde González (en) | Arbitrage : Eduardo Iturralde González (en) |
| 18h30       | Rapport                     |         |        | Arbitrage : Eduardo Iturralde González (en) | Arbitrage : Eduardo Iturralde González (en) |

| 25 mai 2002 | Tchéquie                             | 3 - 2 a. p.    | Italie                             | Stade du Hardturm, Zurich    |                              |
| 20h30       | Rozehnal 1re · Pospíšil (en) 83e 99e | (1 - 0, 2 - 2) | 86e (pen.) Pirlo · 90+4e Maccarone | Arbitrage : Franz-Xaver Wack | Arbitrage : Franz-Xaver Wack |
| 20h30       | Rapport                              |                |                                    | Arbitrage : Franz-Xaver Wack | Arbitrage : Franz-Xaver Wack |

#### Finale
| 28 mai 2002 | France                            | 0 - 0 a. p.           | Tchéquie                         | Parc Saint-Jacques, Bâle       |                                |
| 20h30       |                                   | (0 - 0, 0 - 0, 0 - 0) |                                  | Arbitrage : Tom Henning Øvrebø | Arbitrage : Tom Henning Øvrebø |
| 20h30       | Rapport                           |                       |                                  | Arbitrage : Tom Henning Øvrebø | Arbitrage : Tom Henning Øvrebø |
| 20h30       | Meriem · Frau · Escudé · Boumsong | Tirs au but 1 - 3     | Pospíšil (en) · Grygera · Skácel | Arbitrage : Tom Henning Øvrebø | Arbitrage : Tom Henning Øvrebø |

| FRANCE :         |    |                     |      |     |
|                  |    |                     |      |     |
| Titulaires :     |    |                     |      |     |
| Gardien de but   | 01 | Mickaël Landreau    |      |     |
|                  | 02 | Anthony Réveillère  | 33e  |     |
|                  | 04 | Jean-Alain Boumsong |      |     |
|                  | 06 | Jérémie Bréchet     |      |     |
|                  | 03 | Julien Escudé       | 112e |     |
|                  | 10 | Steed Malbranque    |      | 64e |
|                  | 18 | Benoît Pedretti     | 120e |     |
|                  | 05 | Mathieu Berson      | 77e  | 87e |
|                  | 07 | Olivier Sorlin      |      |     |
|                  | 11 | Peguy Luyindula     |      |     |
|                  | 09 | Sidney Govou        |      | 76e |
| Remplaçants :    |    |                     |      |     |
|                  | 19 | Camel Meriem        |      | 64e |
|                  | 13 | Pierre-Alain Frau   |      | 76e |
|                  | 08 | Julien Sablé        |      | 87e |
| Entraîneur :     |    |                     |      |     |
| Raymond Domenech |    |                     |      |     |

| TCHÉQUiE :       |    |                      |      |     |
|                  |    |                      |      |     |
| Titulaires :     |    |                      |      |     |
| Gardien de but   | 16 | Petr Čech            |      |     |
|                  | 17 | Tomáš Hübschman      |      |     |
|                  | 02 | Martin Jiránek       |      | 33e |
|                  | 14 | David Rozehnal       |      |     |
|                  | 05 | Zdeněk Grygera       |      |     |
|                  | 13 | Karel Piták          | 89e  |     |
|                  | 08 | Lukáš Zelenka        |      | 81e |
|                  | 04 | Petr Voříšek         |      |     |
|                  | 19 | Rudolf Skácel        | 117e |     |
|                  | 09 | Milan Baroš          |      | 38e |
|                  | 10 | Štěpán Vachoušek     |      |     |
| Remplaçants :    |    |                      |      |     |
|                  | 20 | Radoslav Kováč       |      | 33e |
|                  | 11 | Michal Pospíšil (en) |      | 38e |
|                  | 15 | Jan Polák            |      | 81e |
| Entraîneur :     |    |                      |      |     |
| Miroslav Beránek |    |                      |      |     |

| Arbitres assistants : Markku Tiensuu Martin Balko Quatrième arbitre : Bernhard Brugger (nl) |

## Buteurs
| 3 buts - Massimo Maccarone 2 buts - Pierre-Alain Frau - Olivier Sorlin - Michal Pospíšil (en) - Alexander Frei | 1 but - Gareth Barry - Peter Crouch - Jermain Defoe - Alan Smith - Koen Daerden - Tom Soetaers - Sylvain Armand - Jérémie Bréchet - Sidney Govou - Peguy Luyindula - Steed Malbranque | 1 but - Xenofon Gittas (en) - Georgios Kyriazis (en) - Chrístos Patsatzóglou - Emiliano Bonazzoli - Andrea Pirlo - Ariza Makukula - Hélder Postiga - Filipe Teixeira - Hugo Viana - Zdeněk Grygera - Martin Jiránek - David Rozehnal - Ricardo Cabanas |